# Війтовецька селищна територіальна громада
Війтовецька селищна громада — територіальна громада України, у Хмельницькому районі Хмельницької області. Адміністративний центр — селище Війтівці.
Площа громади — 238,2 км², населення — 7545 мешканців (2018).
Утворена 13 серпня 2015 року шляхом об'єднання Війтовецької селищної ради та Бокиївської, Бронівської, Завалійківської, Зеленівської, Кривачинецької, Криштопівської, Павликовецької, Петриковецької, Писарівської, Порохнянської, Сарнівської сільських рад Волочиського району.
У 2020 році до громади долучилася Купільська сільська рада.
Громада межує на сході з Наркевицькою і Гвардійською громадами, на заході — з Волочиською громадою.

## Населені пункти
У складі громади 19 населених пунктів — 1 селище і 18 сіл, які входять до 12 старостинських округів:
| Населений пункт | Старостинський округ | Населення (2015) |
| --------------- | -------------------- | ---------------- |
| Писарівка       | Писарівський         | 1638             |
| Завалійки       | Завалійківський      | 934              |
| Кривачинці      | Кривачинецький       | 881              |
| Війтівці        | центр ОТГ            | 870              |
| Порохня         | Порохнянський        | 450              |
| Зелена          | Зеленівський         | 421              |
| Криштопівка     | Криштопівський       | 403              |
| Бронівка        | Бронівський          | 328              |
| Бокиївка        | Бокиївський          | 327              |
| Сарнів          | Сарнівський          | 308              |
| Петриківці      | Петриковецький       | 285              |
| Видава          | Видавський           | 254              |
| Павликівці      | Павликовецький       | 164              |
| Куровечка       | Сарнівський          | 140              |
| Медведівка      | Бокиївський          | 127              |
| Качуринці       | Петриковецький       | 95               |
| Мочулинці       | Павликовецький       | 74               |
| Гайдайки        |                      |                  |
| Купіль          |                      |                  |